# Tweede Liberiaanse Burgeroorlog
De Tweede Liberiaanse Burgeroorlog was een burgeroorlog in het Afrikaanse land Liberia die volgde op de Eerste Liberiaanse Burgeroorlog.
Deze oorlog begon in 1999, toen de rebellenbeweging Liberians United for Reconciliation and Democracy (LURD), met steun van de regering van Guinee, door middel van een staatsgreep de leiding overnam in het noorden van Liberia. In het voorjaar van 2003 nam een andere groepering - de Movement for Democracy in Liberia - de macht over in het zuiden. Als gevolg hiervan regeerde president Charles Taylor halverwege 2003 nog maar één-derde van Liberia. De LURD begon omstreeks dezelfde tijd een offensief in de hoofdstad Monrovia, waarbij vele burgers de dood vonden en duizenden ontheemd raakten.
De Verenigde Staten stuurden troepen naar hun ambassade in Monrovia, om het belegerde Amerikaanse personeel te evacueren. Tegelijkertijd werden op bevel van de Economische Gemeenschap van West-Afrikaanse Staten Nigeriaanse vredestroepen gestuurd om de orde te handhaven. President Taylor trad op 11 augustus 2003 af en ging in ballingschap in Nigeria. Interpol vaardigde later een internationaal arrestatiebevel uit voor Taylor vanwege de oorlogsmisdaden die Taylors troepen (het Revolutionary United Front) in naburig Sierra Leone hadden begaan, maar Nigeria weigerde hem uit te leveren zonder specifiek verzoek daartoe van Liberia. Ondertussen trad Moses Blah aan als interim-president van een tijdelijke regering, die slechts twintig procent van het land in handen had. Na het vertrek hadden de twee rebellengroeperingen en de overheid wel een staakt-het-vuren gesloten.

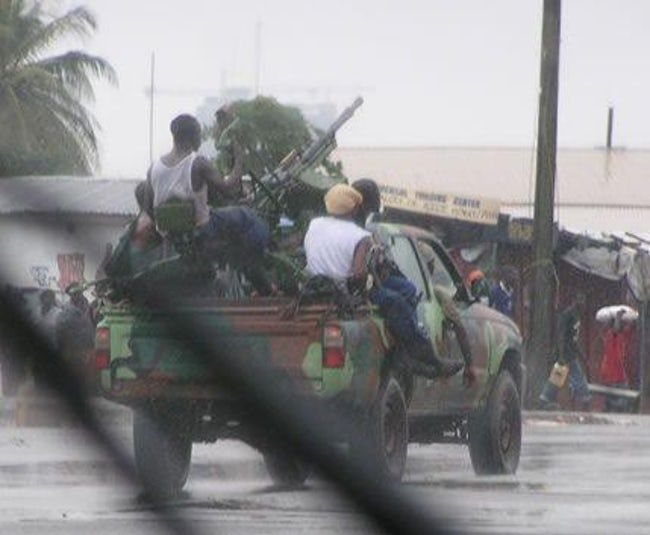
Een technical met een machinegeweer erop gemonteerd in Monrovia.

Op 11 september 2003 diende de secretaris-generaal van de Verenigde Naties, Kofi Annan, een verzoek in bij de Veiligheidsraad om vredestroepen naar Monrovia te sturen. Acht dagen later werd de missie goedgekeurd en werd 15.000 man naar Liberia gezonden onder de naam UNMIL - United Nations Mission in Liberia. Het grootste deel van de hulpverleners bestaat uit soldaten, maar er zijn ook humanitair personeel, politiek adviseurs en politieagenten. In oktober 2004 braken opnieuw hevige rellen uit in de hoofdstad, aangewakkerd door de instabiliteit van Liberia's buurlanden, een incompleet ontwapeningsproces en de armoede van de bevolking.
Op 11 oktober 2005 vonden de eerste vrije verkiezingen plaats, waarbij zo'n 1,3 miljoen stemgerechtigden konden kiezen tussen 22 presidentskandidaten. De uitslagen werden op 11 november 2005 bekendgemaakt, Ellen Johnson-Sirleaf werd hierop de eerste vrouwelijke president in Afrika.